# Diyorbek Urozboyev
Diyorbek Baxtiyor oʻgʻli Urozboyev (ur. 17 sierpnia 1993) – uzbecki judoka.
W 2011 roku został mistrzem Azji do lat 20 w wadze do 55 kg, a rok później zdobył brązowy medal mistrzostw Azji do lat 20 w wadze do 60 kg. W 2013 roku został wicemistrzem świata do lat 21 w wadze do 60 kg.
W 2016 roku został wicemistrzem Azji w wadze do 60 kg. W tym samym roku wywalczył także brązowy medal igrzysk olimpijskich w tej samej wadze.
W 2017 roku zdobył brązowy medal igrzysk solidarności islamskiej w wadze do 60 kg, a także został brązowym medalistą mistrzostw świata. W 2018 roku wywalczył złoty medal igrzysk azjatyckich w wadze do 60 kg.